# Skalsko

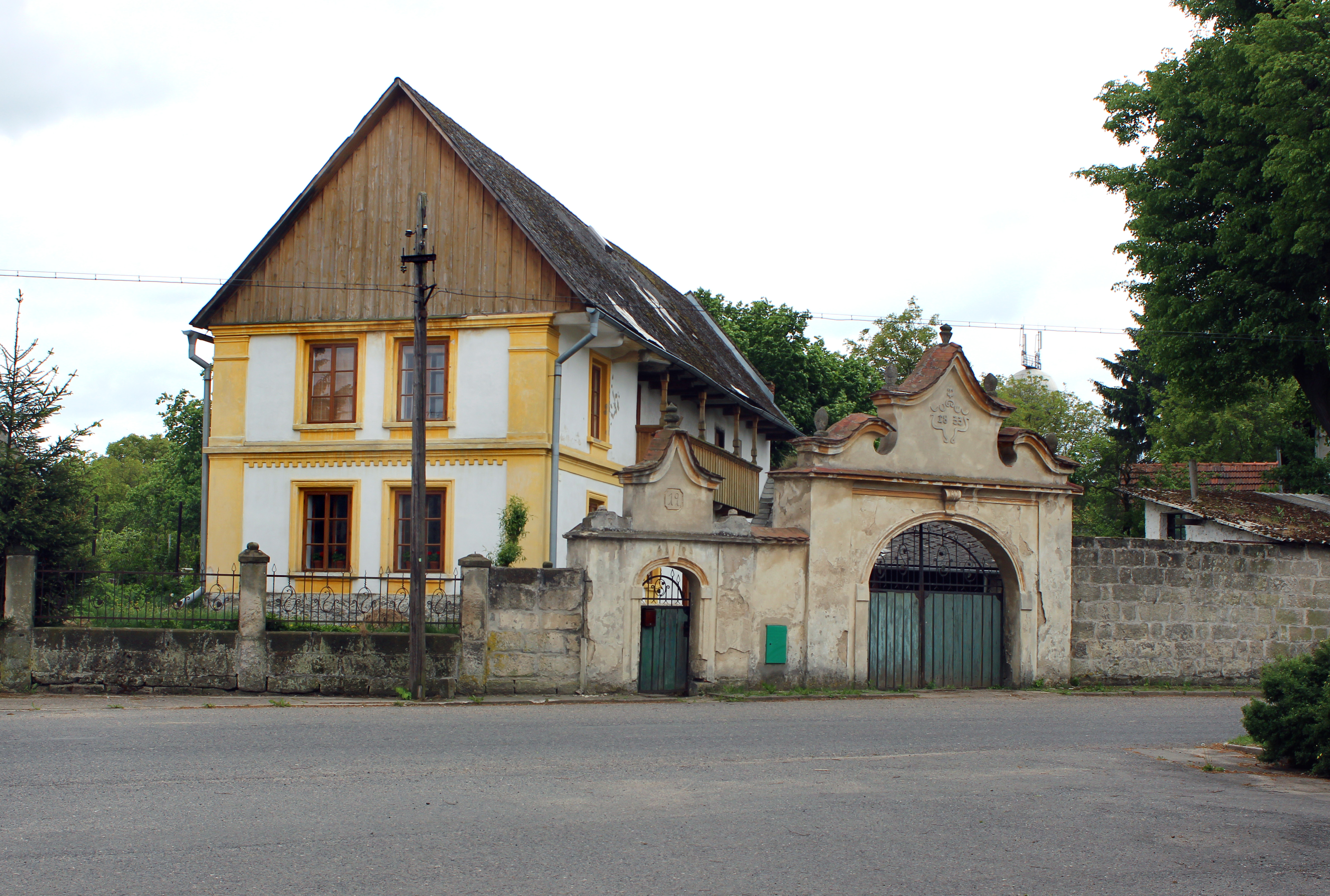
Skalsko

Skalsko ist eine Gemeinde mit 358 Einwohnern im Okres Mladá Boleslav, Tschechien. Erste schriftliche Erwähnung kommt aus dem Jahr 1352.

## Denkmäler
- Schloss Skalsko
- Kirche des Adalbert von Prag
- Statue des Johannes Nepomuk